# Basiloxylon brasiliensis
Basiloxylon brasiliensis là một loài thực vật có hoa trong họ Cẩm quỳ. Loài này được (Allemão) K. Schum. mô tả khoa học đầu tiên năm 1890.